# Gambusia wrayi
Gambusia wrayi és un peix de la família dels pecílids i de l'ordre dels ciprinodontiformes.

## Distribució geogràfica
Es troba a Jamaica.